# Vencer el miedo
Vencer el Miedo (no Brasil, Vencer o Medo) é uma telenovela mexicana produzida por Rosy Ocampo para a Televisa e exibida pelo Las Estrellas de 20 de janeiro a 22 de março de 2020, substituindo a segunda temporada da série unitária Esta Historia Me Suena e sendo substituída por Te Doy La Vida.
Primeira produção da saga "Vencer", produzida por Rosy Ocampo, que também conta com Vencer el Desamor, Vencer el Pasado, Vencer la Ausencia e Vencer la Culpa.
É protagonizada por Paulina Goto, Danilo Carrera, Arcelia Ramírez, Jade Fraser e Emilia Berjón e antagonizada por Emmanuel Palomares, Alberto Estrella, Alejandro Ávila, Pablo Valentín, Marcelo Córdoba, Michelle González e Nicole Vale e tem atuações estelares de Axel Ricco e Gabriela Carrillo; e os primeiros atores César Évora, Beatriz Moreno e Carlos Bonavides.

## Sinopse
É a história de quatro mulheres da mesma família, mãe, as duas filhas de 18 e 20 anos e uma pequena de 13 anos. De um evento todo esse confronto é detonado com problemas que são muito comuns para as mulheres no México. Dentre elas temos a história de Marcela (Paulina Goto), jovem que sempre sofreu pelo pai a menosprezar.  Ela é namorada de Rommel (Emmanuel Palomares) e num dia, por pressão dele, acaba roubando um carro para fugir da cidade. O que parecia estar bom, acaba dando errado quando Marcela é perseguida pela polícia e acaba batendo o carro. No porta-malas deste automóvel, descobrimos que havia um corpo morto. Era o corpo de Fabián Cifuentes (Moisés Arizmendi) importante empresário do México e extremamente rico. Marcela acaba se tornando alvo do ódio de Horácio Cifuentes (César Évora) pai de Fabián que a quer ver pagar pelo assassinato do filho. Marcela, então, acaba sendo condenada a 3 anos de cadeia pelo roubo do carro. Após esses 3 anos, ela está de volta a sua família com o objetivo de tirar sua mãe Inés (Arcelia Ramírez) e sua irmã Cristina (Jade Fraser) das garras do pai. Além de agora, ter a difícil missão de descobrir o verdadeiro assassino de Fabián, sem nem imaginar que acabará se envolvendo com Omar (Danilo Carrera) que usando o nome de "Beto" irá querer se vingar de Marcela pela morte de seu pai. Agora começará um triângulo amoroso entre Marcela, Omar e Rommel além de um conflito de vinganças e segredos.
Além dessa história, temos as tramas de Cristina, que era uma aspirante a nadadora que acaba sofrendo um abuso sexual de Mitre, o massagista do seu local de treinamento. Ela nunca revelou a verdade a ninguém e por causa disso, abandona esse mundo da natação. Agora, após 3 anos do abuso, Cristina começa a trabalhar no ministério público e viverá seus traumas do passado ao sofrer assédio sexual de seu novo chefe, Rubén (Marcelo Córdoba). Temos também a trama de Inés que sempre sofre com o mal trato e abandono do marido, Vicente (Alberto Estrella) que faz de tudo para a menosprezar. E por fim, temos a trama de Areli (Emilia Berjón) neta de Inés, filha de Lorenzo (Axel Ricco) que está descobrindo seu primeiro amor com Yahir (Alessio Valentini) e irá ter a difícil decisão de ter ou não sua primeira vez.

## Elenco
- Paulina Goto - Marcela Durán Bracho
- Danilo Carrera - Omar Cifuentes Leal / Alberto "Beto"
- Emmanuel Palomares - Rommel Guajardo
- César Évora - Horacio Cifuentes
- Arcelia Ramírez - Inés Bracho de Durán
- Alberto Estrella - Vicente Durán
- Jade Fraser - Cristina Durán Bracho
- Axel Ricco - Lorenzo Bracho
- Alejandro Ávila - David Cifuentes
- Pablo Valentín - Tulio Menéndez
- Marcelo Córdoba - Rubén Olivo
- Beatriz Moreno - Efigenia "Doña Efi" Cruz
- Carlos Bonavides - Padre Antero
- Gabriela Carrillo - María Eugenia "Maru" Mendoza
- Michelle González - Elvira Tinoco de Bracho
- Geraldine Galván - Jaqueline "Jackie" Montes
- Nicole Vale - Rebeca Rodríguez
- Enrique Montaño - Rafael Conti
- Karla Esquivel - Silvia Muñoz
- Yurem Rojas - Julio "Sancho Clós" Ibarra
- Luis Fernando Ceballos - Uriel López
- Jonathan Becerra - "El Yeison"
- Beng Zeng - Marco "La Liendre" Beltrán Arizpe
- Manuel Calderón - Gamaliel "El Manchado" Robles
- Eduardo Fernán - Víctor "El Huesos" Pérez
- Alessio Valentini - Yahir Luna
- Hanssel Casillas - Simón "El Greñas" Rocha
- Valeria Castillo - Dina Álvarez
- Emilia Berjón - Areli Durán Mendoza
- Margarita Magaña - Magdalena "Magda" Mendoza de Bracho
- Ariane Pellicer - Guadalupe "Lupe"
- Moisés Arizmendi - Fabián Cifuentes
- Arlette Pacheco - Carmela
- Adalberto Parra - Don Neto Beltrán
- Juan Carlos Barreto - Agustín
- Alejandra Jurado - Martina
- Lilia Aragón - La abuela de Oma
- Paulina de Labra - "La Chata"
- Alejandra Herrera - Burundanga
- Luna Balvanera - Claudia "La Agujas" Ramos
- Bárbara Falconi - Susana "Su Sabandija" López
- Tania Jiménez - Mercedes Carrillo "Meche"
- Melissa Lee - "Bellota"
- Adanely Núñez - Mabel Garza de Cifuentes
- Pedro De Tavira - Eulalio Mitre
- Héctor Cruz - Iván Eusebio
- Benjamín Islas - Diretor do Centro de Internamento
- Rodrigo Virago - Osvaldo Sánchez
- Chuy Muñoz - Luis "Lucho"
- Alejandro Correa - Aldo Montes
- Rodolfo Valadez - Toques
- Luise Jaramillo - "El Píldora"
- Letícia Calderon - Madre de Omar
- Franco Meneses - Bruno Cifuentes Garza
- Bea Ranero
- Khiabet Peniche
- Daniela Romo - Bárbara Albarrán

## Exibição

### No México
Teve seu último capítulo reapresentado pelo canal TLNovelas no dia 28 de março de 2020, às 14h05, uma semana após a exibição no Las Estrellas.
Foi reprisada pelo canal TLNovelas entre 6 de fevereiro a 13 de março de 2023, exibida às 06h15 com reprise às 15h55, e posteriormente às 08h10 com reprise às 16h05. Substituiu a reprise cancelada de Cuidado con el Ángel e foi substituída por Vencer el Desamor.

### Na África
Foi exibida pelo canal TLNovelas entre 2 de maio a 3 de julho de 2022, com dublagem em inglês e em português, sendo a dublagem em português paulista feita pela Marmac Group. Substituiu Um Caminho Para o Destino e foi substituída por Como Você Não Há 2.
Foi exibida pelo TLN Network dentre 10 de fevereiro a 13 de abril de 2025, substituindo A Que Não Me Deixa e sendo substituída por Vencer o Desamor.

### No Brasil
Foi disponibilizada dublada em 25 de abril de 2024, pelo streaming Mercado Play do Mercado Livre.

## Audiência
| Horário             | # Eps. | Estreia               | Estreia           | Final               | Final           | Posição | Temporada | Classificação geral |
| Horário             | # Eps. | Data                  | Primeiro capítulo | Data                | Último capítulo | Posição | Temporada | Classificação geral |
| ------------------- | ------ | --------------------- | ----------------- | ------------------- | --------------- | ------- | --------- | ------------------- |
| Segunda—Sexta 18h30 | 46     | 20 de janeiro de 2020 | 3.1               | 22 de março de 2020 | 3.8             | #1      | 2020      | 3.22                |

## Prêmios e Indicações

### Prêmios TVyNovelas 2020
| Categoria                  | Nomeados | Resultados |
| -------------------------- | --- | ---------- |
| Melhor telenovela          | Rosy Ocampo | Indicada   |
| Melhor atriz de telenovela | Paulina Goto | Indicada   |
| Melhor ator de telenovela  | Danilo Carrera | Indicado   |
| Melhor vilã                | Nicole Vale | Indicada   |
| Melhor vilão               | Emmanuel Palomares | Indicado   |
| Melhor primeira atriz      | Arcelia Ramírez | Venceu     |
| Melhor primeiro ator       | Alberto Estrella | Venceu     |
| Melhor atriz co-estrelar   | Jade Fraser | Ganhadora  |
| Melhor ator co-estrelar    | Axel Ricco | Indicado   |
| Melhor direção de câmeras  | Manuel Barajas, Alejandro Frutos Maza e Diego Tenorio                                                                    | Indicados  |
| Melhor direção de cena     | Benjamín Cann e Fernando Nesme                                                                                           | Indicados  |
| Melhor adaptação           | Pedro Armando Rodríguez, Claudia Velazco, Humberto Robles, Alejandra Romero Meza, Gerardo Pérez Zermeño e Gustavo Bracco | Indicados  |
| Melhor tema musical        | «Rompe» (Paulina Goto)                                                                                                   | Venceu     |
| Os favoritos do público    | |            |
| A vilã mais bela           | Nicole Vale | Indicada   |
| O mais belo                | Danilo Carrera | Indicado   |
| O mais belo                | Emmanuel Palomares | Indicado   |
| O mais belo                | Axel Ricco | Indicado   |
| A mais bela                | Paulina Goto | Indicada   |
| A mais bela                | Jade Fraser | Indicada   |
| Casal favorito             | Paulina Goto e Danilo Carrera                                                                                            | Indicados  |
| Casal favorito             | Paulina Goto e Emmanuel Palomares                                                                                        | Indicados  |
| O sorriso mais belo        | Danilo Carrera | Indicado   |
| Melhor final               | Rosy Ocampo | Indicado   |
| Melhor elenco              | Rosy Ocampo | Indicado   |

### TV Adicto Golden Awards 2020
| Categoría                    | Nominados        | Resultados |
| ---------------------------- | ---------------- | ---------- |
| Melhor maquiagem e penteados | Vencer el miedo  | Venceu     |
| Melhor estrela masculina     | Alberto Estrella | Venceu     |